# Діти третьої культури
Діти третьої культури (ДТК) або особи третьої культури — діти експатріантів, в яких формується новий тип культури на основі культури країни походження і країни проживання, тобто діти, які виросли в іншій культурі, ніж їхні батьки протягом значної частини їх раннього періоду розвитку. Окрім дітей експатріантів, ДТК можуть походити з інтернаціональних шлюбів або діти, які відвідують інтернаціональні школи (набуває популярності в країнах Азії), а також це можуть бути діти так званих «сковородинців» або діти дипломатів. Такі діти відкриті до різноманітних культурних впливів. ДТК в більшості розвивають свою ідентичність в залежності від людей які їх оточують а не місць.
ДТК — діти, які рухаються між культурами до того часу як мають можливість повністю розвинути їх персональну та культурну ідентичність.
Глобалізація збільшує поширеність ДТК.

## Особливості ДТК
ДТК знаходяться в постійних змінах.

## Дослідження
В 2011 році було проведене онлайн дослідження яке говорить що більшість з ДТК вперше переїхали до 9 років, та в середньому жили в чотирьох країнах. Більшість ДТК мають вищу освіту, 85 % розмовляють на двох або більше мовах. Такі риси роблять ДТК дуже привабливими для роботодавців. Також згідно вищезгаданого дослідження 54 % ДТК літають літаком більше 4 раз в рік.

## Факти про ДТК
47 % ДТК розмовляють на трьох або більше мовах. 10 % ДТК володіють чотирма (або більше) мовами. 10 % ДТК не хочуть взагалі мати дітей.

## Відомі особистості ДТК
Відомі ДТК — Барак Обама, Крістіан Аманпур, Кобі Браянт.